# Halálozások 1955-ben
Ez a szócikk az 1955-ös évben elhunyt nevezetes személyeket sorolja fel.

## December
| Dátum | Név | Foglalkozás / tisztség | Kor | Forrás |
| ----- | --- | ---------------------- | --- | ------ |

## November
| Dátum        | Név             | Foglalkozás / tisztség                                              | Kor | Forrás |
| ------------ | --------------- | ------------------------------------------------------------------- | --- | ------ |
| november 27. | Arthur Honegger | svájci származású francia zeneszerző                                | 063 |        |
| november 12. | Hajós Alfréd    | építészmérnök, gyorsúszó, labdarúgó, az első magyar olimpiai bajnok | 077 |        |

## Október
| Dátum | Név | Foglalkozás / tisztség | Kor | Forrás |
| ----- | --- | ---------------------- | --- | ------ |

## Szeptember
| Dátum          | Név        | Foglalkozás / tisztség            | Kor | Forrás |
| -------------- | ---------- | --------------------------------- | --- | ------ |
| szeptember 30. | James Dean | amerikai színész, kulturális ikon | 024 |        |

## Augusztus
| Dátum         | Név         | Foglalkozás / tisztség | Kor | Forrás |
| ------------- | ----------- | ---------------------- | --- | ------ |
| augusztus 12. | Thomas Mann | Nobel-díjas német író  | 080 |        |

## Július
| Dátum | Név | Foglalkozás / tisztség | Kor | Forrás |
| ----- | --- | ---------------------- | --- | ------ |

## Június
| Dátum | Név | Foglalkozás / tisztség | Kor | Forrás |
| ----- | --- | ---------------------- | --- | ------ |

## Május
| Dátum     | Név            | Foglalkozás / tisztség                                                   | Kor | Forrás |
| --------- | -------------- | ------------------------------------------------------------------------ | --- | ------ |
| május 30. | Bill Vukovich  | amerikai autóversenyző, kétszeres Indianapolisi 500 győztes (1953, 1954) | 036 |        |
| május 26. | Alberto Ascari | olasz autóversenyző, kétszeres Formula–1-es világbajnok (1952, 1953)     | 036 |        |

## Április
| Dátum       | Név             | Foglalkozás / tisztség                                                        | Kor | Forrás |
| ----------- | --------------- | ----------------------------------------------------------------------------- | --- | ------ |
| április 18. | Albert Einstein | Nobel-díjas német-amerikai elméleti fizikus, a relativitáselmélet kidolgozója | 076 |        |

## Március
| Dátum       | Név               | Foglalkozás / tisztség                                    | Kor | Forrás |
| ----------- | ----------------- | --------------------------------------------------------- | --- | ------ |
| március 12. | Charlie Parker    | amerikai jazz-szaxofonos, zeneszerző                      | 034 |        |
| március 11. | Alexander Fleming | skót bakteriológus, immunológus, a penicillin felfedezője | 073 |        |

## Február
| Dátum       | Név       | Foglalkozás / tisztség         | Kor | Forrás |
| ----------- | --------- | ------------------------------ | --- | ------ |
| február 12. | Gerő Jenő | színész, komikus, kabarészerző | 072 |        |

## Január
| Dátum | Név | Foglalkozás / tisztség | Kor | Forrás |
| ----- | --- | ---------------------- | --- | ------ |